# Konstantinos Sykaras
Konstantinos "Kostas" Sykaras (griechisch Κονσταντινος Συκαρας; * 30. Mai 1984 in Marousi) ist ein ehemaliger griechischer Skirennläufer.

## Biographie
Sykaras gab sein internationales Debüt im Februar 2000 bei einem FIS-Riesenslalom in Faqra. Sein erstes internationales Großereignis bestritt er fünf Jahre später bei den Weltmeisterschaften in Bormio, wo er im Riesenslalom den 47. Platz belegte. Bis zu diesem Zeitpunkt war Sykaras hauptsächlich bei FIS und Citzienrennen in Europa an den Start gegangen.
2011 und 2013 wurde Sykaras jeweils griechischer Meister im Riesenslalom, dazu kamen im Laufer seiner Karriere noch zwölf weitere Podestplatzierungen bei den griechischen Meisterschaften.
2014 konnte sich Sykaras für die Olympischen Winterspiele in Sotschi qualifizieren, wo er mit Rang 35 im Slalom sein bestes Ergebnis bei einem internationalen Großereignis erzielte.
Sein letztes internationales Rennen bestritt er am 25. März 2017 in Vorras, danach ist er nicht mehr als Sportler in Erscheinung getreten.

## Erfolge

### Olympische Winterspiele
- Sotschi 2014: 35. Slalom, 51. Super G, 52. Riesenslalom

### Weltmeisterschaften
- Bormio 2005: 47. Riesenslalom, DNF Slalom
- Schladming 2013: DNQ Riesenslalom, DNQ Slalom
- Vail/Beaver Creek 2015: 50. Slalom, DNQ Riesenslalom

### South American Cup
- 2 Platzierungen unter den besten 30

### Universiade
- Turin 2007: 55. Riesenslalom, DNF Slalom
- Erzurum 2011: 50. Super-G, DNS Slalom

### Weitere Erfolge
- 6 Siege in FIS-Rennen
- Griechischer Meister im Riesenslalom (2011, 2013)
- Griechischer Vizemeister im Super-G (2009)
- Griechischer Vizemeister im Riesenslalom (2006, 2014)
- Griechischer Vizemeister im Slalom (2009, 2012, 2013, 2014)
- Bronze bei den griechischen Meisterschaften im Riesenslalom (2005, 2012, 2015)
- Bronze bei den griechischen Meisterschaften im Slalom (2005, 2008)